# Mozyrz

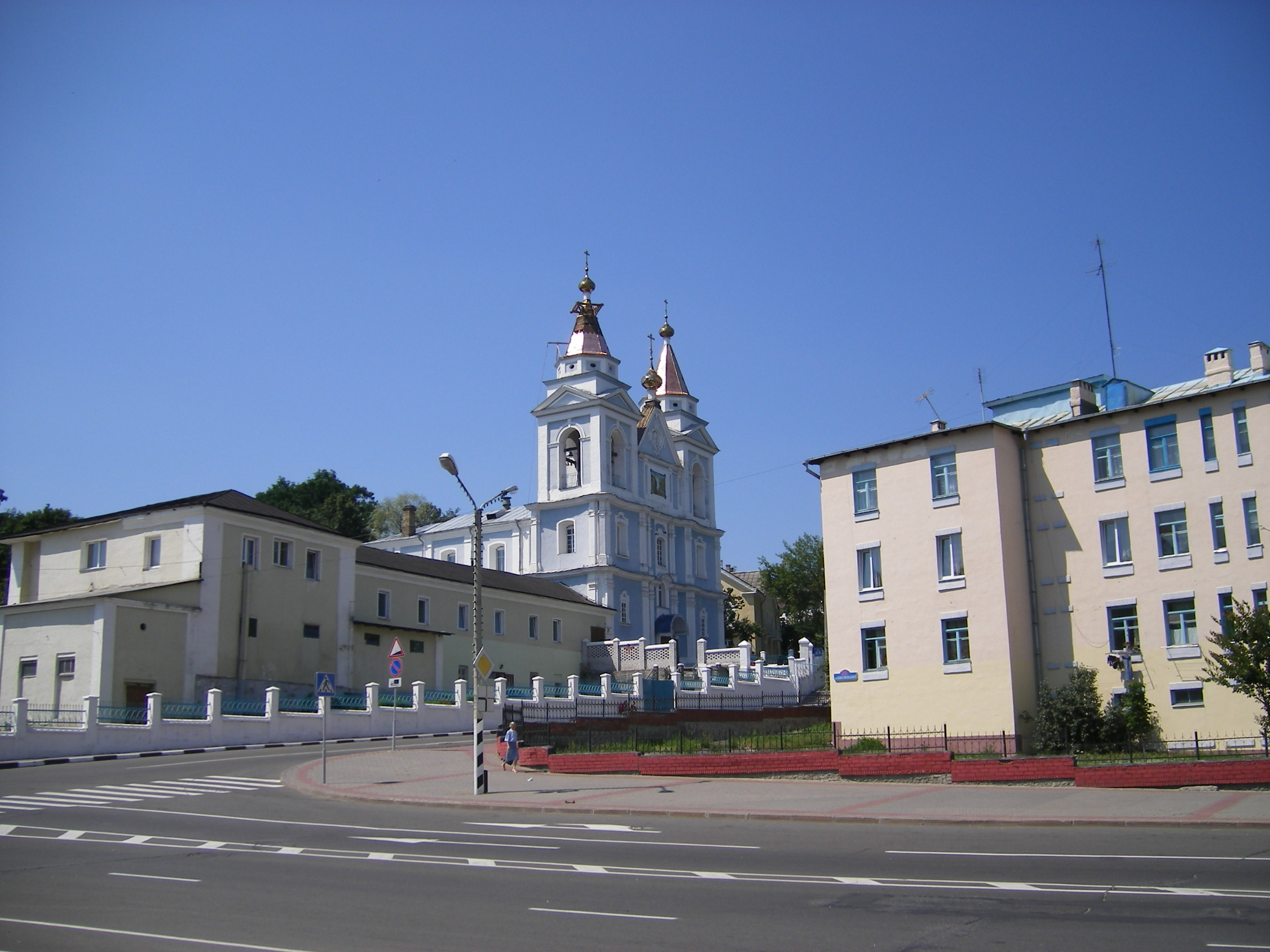
Dawny klasztor bernardynów, obecnie sobór katedralny

Mozyrz (biał. Мазыр, Mazyr) – miasto na Białorusi w obwodzie homelskim, siedziba rejonu mozyrskiego. Historycznie na Polesiu. W mieście znajduje port rzeczny nad Prypecią, rafineria ropy naftowej, zakładu przemysłu drzewnego i elektrotechnicznego. W 2014 liczyło 112 tys. mieszkańców.
W mieście jest stacja kolejowa Mozyrz.

## Historia
Przed 1142 w miejscowości istniały dwa klasztory prawosławne: żeński św. Paraskiewy i męski św. św. Piotra i Pawła. Prawa miejskie nadał Mozyrzowi w 1609 król Zygmunt III Waza. Miasto królewskie w 1782 roku. 
Miejsce obrad sejmików ziemskich powiatu mozyrskiego od XVI wieku do pierwszej połowy XVIII wieku.
W latach 1907–1909 w Mozyrzu działało koło prowincjonalne Polskiego Towarzystwa „Oświata” w Mińsku, które zajmowało się wspieraniem polskiej edukacji. W 1909 roku naczelnik policji powiatu mozyrskiego wydał raport, w którym donosił, że koło to prowadziło nielegalnie 5 polskich szkółek. Doprowadziło to do likwidacji całej organizacji. W 1909 roku, w czasie wyborów samorządowych, do rady miejskiej zostało wybranych 13 Rosjan, 1 Polak i 1 Żyd.
W okresie wielkiego terroru Sobór św. Michała Archanioła służył jako więzienie NKWD obwodu poleskiego. W kryptach świątyni zamordowano około 300 osób. Masowe groby z tego okresu znajdują się również w pobliżu miejscowości Rudnia, 27 km na południe od Mozyrza.
Podczas okupacji hitlerowskiej, jesienią 1941 roku Niemcy utworzyli getto dla żydowskich mieszkańców. Przebywało w nim około 2000 osób. 7 stycznia 1942 roku Niemcy zlikwidowali getto, a Żydów zamordowali w okolicy wsi Bóbr. Sprawcami zbrodni była niemiecka żandarmeria, żołnierze z czechosłowackiego batalionu oraz białoruska policja. 

## Zabytki
- Kościół i klasztor bernardynów – barokowy z lat 1645–54, fundacji pułkownika Stefana Łoszki (Łozki), przebudowane w  1760–65 przez Kazimierza Oskierkę, marszałka mozyrskiego. Kościół zamieniono w 1865 r. na sobór prawosławny – czynny obecnie jako cerkiew katedralna św. Archanioła Michała. Korpus klasztorny po kasacie klasztoru w 1832 r. przebudowano na szpital, obecnie we władaniu duchowieństwa prawosławnego.
- Kimbarówka[13] – wieś nad brzegiem Prypeci, która znalazła się obecnie w granicach miasta Mozyrz. Zabytki na terenie Kimbarówki:
  - Vallis Umbrosa (Ciemna Dolina) – kościół i klasztor cystersów – barokowy, wybudowany w 1711 r. przez okolicznych mieszkańców pod przewodnictwem Zygmunta Szukszty, podczaszego kijowskiego. Kościół był bogato uposażony przez króla Augusta II i Augusta III. Po kasacie zakonu budynki i teren wykupiło miasto Mozyrz. Kościół stał się cerkwią prawosławną, a w budynku klasztoru powstała fabryka zapałek. Po przewrocie bolszewickim kompleks oddany na fabrykę mebli, która była tu do 2010 roku i zbankrutowała. Kościół i klasztor sprzedano na aukcji lokalnemu przedsiębiorcy, który zajął się odnowieniem budynków.
  - Vallis Angelica (Anielska Dolina) – kościół i klasztor cysterek – późnobarokowy z 1743–45 r., fundacji Benedykta Różańskiego. Po kasacie zakonu budynki przekazano prawosławnym, kościół przebudowano na cerkiew w 1893 r. W latach 30. XX w. nieczynna. W 1990 r. kościół zwrócono katolikom[14]. Obecnie w zabudowaniach klasztornych jest browar[potrzebny przypis], a w skrzydle klasztoru – szkoła muzyczna.

## Ludzie związani z miastem
- Jan Niemirowicz Szczytt – namiestnik mozyrski (1516)
- Aleksander Łowieniecki – cześnik i podstarości Mozyrski w 1648 roku.
- Witold Iwicki – polski ksiądz katolicki, działacz oświatowy, rektor Wyższego Seminarium Duchownego w Pińsku, wikariusz generalny diecezji pińskiej, męczennik za wiarę
- Zbigniew Morsztyn – polski szlachcic (herbu Leliwa) i poeta epoki baroku, żołnierz, działacz braci polskich, miecznik mozyrski. Kuzyn i współpracownik Jana Andrzeja Morsztyna
- Józef Niemirowicz Szczytt – marszałek powiatu mozyrskiego (1802–1805)
- Edward Piekarski – polski badacz Syberii, lingwista, sybirak
- Jan Wiernikowski – polski językoznawca, nauczyciel
- Stanisław Bułak-Bałachowicz – polsko-białoruski generał
- Ludwik Klukowski -  1784 - regent ziemski i grodzki mozyrski  (Metr.Kor.Lubel, Ks.Gr. Czerskie,Don.Vars.Boniecki)